# Charles-Philippe Maréchal
Charles-Philippe Maréchal, né le 11 novembre 1825 à Paris et mort le 8 février 1907 à Poissy, est un architecte et homme politique français.

## Biographie
Charles Philippe Maréchal naît le 11 novembre 1825, à Paris. Il est le fils de Jean François Maréchal et de Victoire Joséphine Dietz. Il est reçu à l’École des beaux-arts en 1843 et devient l’élève de Paul Lelong et Joseph Nicolle. Exerçant dans l’architecture à partir de 1853, il établit les plans de la première église Saint-Éloi de Paris en 1856, puis de l’école congréganiste de la rue Saint-Bernard. Il est aussi l’architecte de plusieurs maisons et villas à Paris et dans le reste de la France. Il décède le 8 février 1907, à 10 h, à Poissy, en son domicile sis rue des Jardinets. Ses obsèques ont lieu le 10 avec une grande affluence de notabilités de toutes les localités voisines, mais aucune couronne n’est reçue et aucun discours n’est prononcé selon la volonté exprimée par le défunt.

## Distinctions
- Chevalier de la Légion d'honneur (par décret du 21 décembre 1904)[3]
- Officier de l'Instruction publique[2].